# Astroturf
AstroTurf är ett fabrikat av konstgräs, ett registrerat varumärke för Southwest Recreational Industries, Inc. Produkten patenterades 1967. Den kallades ursprungligen Chemgrass men fick nytt namn efter att Houston Astrodome lagt in konstgräset under stor uppmärksamhet.
I en ordlek på uttrycket gräsrot och AstroTurfs efterliknande av riktigt gräs myntades uttrycket att astroturfa (engelska astroturfing) för att beskriva försök att påverka åsikter genom kampanjer som utger sig för att vara genuina gräsrotsyttringar men i själva verket är samordnade propagandaaktioner.